# Margarethe Matzenauer
Margarethe Matzenauer (1 iunie 1881, Timișoara - 19 mai 1963 Van Nuys, California, SUA) a fost o cântăreață de operă, mai întâi contralto, apoi soprană americană, de origine germană din Banat, (pe atunci în Austro-Ungaria).
Tatăl ei, Ludwig Matzenauer, a fost dirijor, iar mama - cântăreață de operă. A studiat la Graz, Berlin și München. A debutat în 1901, la Strasbourg, în 1901 în rolurile lui Puck și Fatima, în opera "Oberon" de Weber. Și-a câștigat reputația la început pe scenele europene, la Strassburg (1901-1904) si la Opera din München 1914-1911, întâi ca alto dramatic și mezzosoprană. Apoi a trecut cu succes și la roluri de soprană dramatică, distingându-se printr-un ambitus larg, de la contralto până la soprano dramatic acut. A fost apreciată în roluri ca Azucena,Carmen, Mignon, Waltraute, Erda și Ortrud. 
Din 1911 a intrat la Opera Metropolitan (MET) din New York și a devenit una din stelele acestei instituții până în anii 1930. A debutat acolo la 13 noiembrie 1911 în rolul lui Amneris din Aida, alături de Emmy Destin în rolul Aidei, de Enrico Caruso în rolul lui Radames și sub bagheta lui Arturo Toscanini. La scurt timp după aceea a interpretat pe Isolde în Tristan si Isolde de Wagner, ca la 1 ianuarie 1912 să înlocuiască cu succes o altă cântăreață, fără a avea mult răgaz de pregătire, în rolul lui Kundry din Parsifal, pe care încă nu-l interpretase.
Pe scena MET-ului a evoluat într-o mare varietate de roluri, între care Eboli din prima producție a operei Don Carlo (1920) la MET, Santuzza din Cavaleria rusticană de Mascagni, Marina din Boris Godunov, Leonore în Fidelio de Beethoven și Brünnhilde în Die Walküre de Wagner.  
A apărut rar pe alte scene: în 1911 la Festivalul de la Bayreuth în rolurile lui Waltraute, al Primei Norne și al Flosshildei, apoi la Teatro Colon în 1912, la Covent Garden în 1914, și la Theatre des Champs - Elysees. 
Ultima ei performanță la Metropolitan Opera a fost în rolul ei de debut, Amneris, la 17 februarie 1930, dar ea a continuat să apară în concerte și „master classes". În 1938 s-a retras din activitatea muzicală clasică. Ultima sa apariție de scenă a fost în comedia "Vicki" pe Broadway, în 1942. 
A fost căsătorită, din 1912 cu tenorul Edoardo Ferrari-Fontana (1878 - 1936) și drept urmare a posedat și cetățenia italiană. Una din elevele ei a fost mezzosoprana Blanche Thebom.